# We Mean Business (альбом EPMD)
We Mean Business — седьмой студийный альбом американского хип-хоп-дуэта EPMD, выпущенный 9 декабря 2008 года на собственном лейбле группы, EP Records. В интернете альбом стал доступен ещё раньше, 23 октября 2008 года.
Альбом был спродюсирован самими участниками группы, а также Ty Fyffe, JFK, Marc Berto, DJ Honda и  9th Wonder. В записи альбома приняли участие Raekwon, Havoc, KRS-One, Redman, Method Man, Teddy Riley, Skyzoo, Keith Murray, Tre и Vic. D
We Mean Business достиг 42 места в чарте Top R&B/Hip Hop Albums и 13 места в чарте Top Rap Albums в американском журнале Billboard. Было выпущено три сингла на песни из альбома: «Blow! Listen Up», «Listen Up» и «Run It Remix».
DJ Scratch не принял участия в записи этого альбома, поскольку он покинул группу из-за проблем с распределением финансов в группе. По его словам, «Эрик не хочет делить деньги на три части» и сам диджей «зарабатывает больше денег самостоятельно, чем с EPMD». Скретч также заявил, что даже с его участием результат продаж альбома был бы таким же, поскольку «группа долго не выпускала новых альбомов, настали другие времена и эпоха изменилась».

## Приём критиков
| Оценки критиков       | Оценки критиков                                                                    |
| Источник              | Оценка                                                                             |
| --------------------- | ---------------------------------------------------------------------------------- |
| AllHipHop             | [ 7 ]                                                                              |
| Allmusic              | 3,5 из 5 звёзд · 3,5 из 5 звёзд · 3,5 из 5 звёзд · 3,5 из 5 звёзд · 3,5 из 5 звёзд |
| Hip Hop Album Reviews | [ 8 ]                                                                              |
| HipHopDX              | [ 9 ]                                                                              |
| Pitchfork Media       | [ 10 ]                                                                             |
| RapReviews            | [ 11 ]                                                                             |
| XXL Magazine          | (L)                                                                                |
| IHipHop               | [ 13 ]                                                                             |
| Unkut                 | [ 14 ]                                                                             |

Allmusic присвоил альбому три с половиной звезды из пяти, добавив «We Mean Business полностью соответствует холодному, жёсткому и фанки звучанию EPMD 90-х годов». Hip Hop Album Reviews дал альбому четыре звезды из пяти, добавив «EPMD доказывает, что они всё ещё могут быть старой школой в новой школьной рэп-игре».

## Список композиций
| #  | Название                              | Продюсер          | Длительность |
| -- | ------------------------------------- | ----------------- | ------------ |
| 1  | «Puttin' Work In» (feat. Raekwon)     | Ty Fyffe          | 2:28         |
| 2  | «What You Talkin'» (feat. Havoc)      | Erick Sermon      | 3:54         |
| 3  | «Roc-Da-Spot»                         | Erick Sermon      | 3:33         |
| 4  | «Blow»                                | JFK, Erick Sermon | 3:32         |
| 5  | «Run It» (feat. KRS-One)              | Erick Sermon      | 3:35         |
| 6  | «Yo» (feat. Redman)                   | Marc Berto        | 3:32         |
| 7  | «Listen Up» (feat. Teddy Riley)       | Erick Sermon      | 3:32         |
| 8  | «Bac Stabbers»                        | EPMD              | 3:06         |
| 9  | «Never Defeat 'Em» (feat. Method Man) | DJ Honda          | 3:38         |
| 10 | «Jane»                                | Parrish Smith     | 1:57         |
| 11 | «Left 4 Dead» (feat. Skyzoo)          | 9th Wonder        | 3:12         |
| 12 | «They Tell Me» (feat. Keith Murray)   | Parrish Smith     | 2:48         |
| 13 | «Actin' Up» (feat. Vic D and Tre)     | Erick Sermon      | 3:02         |

## Участники записи
- Эрик Сёрмон – рэп, музыкальный продюсер, автор песен, исполнительный продюсер
- Пэрриш Смит – вокал, музыкальный продюсер, автор песен, исполнительный продюсер
- DJ 4our 5ive a.k.a K-La Boss – диджей (скретч) («What You Talkin'», «Roc-Da-Spot», «Bac Stabbers», «Jane»)
- Raekwon – рэп («Puttin' Work In»)
- Havoc – рэп («What You Talkin'»)
- KRS-One – рэп («Run It»)
- Redman – рэп («Yo»)
- Method Man – рэп («Never Defeat 'Em»)
- Teddy Riley – рэп («Listen Up»)
- Skyzoo – рэп («Left 4 Dead»)
- Keith Murray – рэп («They Tell Me»)
- Tre – рэп («Actin' Up»)
- Vic. D – рэп («Actin' Up»)
- Грег Вон – мастеринг
- Тедди Ли – фотограф
- Родини «Улица Пикассо» Алмонаси – дизайнер (обложка альбома)

## Чарты

### Еженедельные чарты
| Чарт (2008)                            | Высшая позиция |
| -------------------------------------- | -------------- |
| США (Billboard Top R&B/Hip-Hop Albums) | 42             |
| США (Billboard Top Rap Albums)         | 13             |